# Czech Hockey Games 2019
České hokejové hry 2019 byl turnaj v rámci série Euro Hockey Tour 2018/2019, který se hrál od 1. do 5. května 2019 v Brně. Pět utkání her se odehrálo v Brně v České republice a jedno ve Stockholmu, Švédsku.

## Zápasy
| 1. května 2019 15:00 | Švédsko | 6:4 (1:1, 3:1, 2:2) | Rusko | Ericsson Globe Návštěvnost: 13,447 |  |

| Zpráva | |                                         | |                                                                                  |
| Jacob Markström | Jacob Markström | Brankáři                                | Andrej Vasilevskij | Rozhodčí: Lassi Heikkinen Aaro Brännare Čároví: Andreas Malmqvist Daniel Persson |
| Joakim Nygård (Jesper Bratt) - 02:37 Loui Eriksson (Anton Lander, Elias Pettersson) - 20:57 Marcus Krüger (Lucas Bengtsson) - 23:04 Oskar Lindblom (Jesper Bratt, Elias Pettersson) (PH2) - 38:17 Loui Eriksson (Anton Lander, Elias Pettersson) - 46:37 Mario Kempe (Loui Eriksson, Anton Lander) - 57:52 | Joakim Nygård (Jesper Bratt) - 02:37 Loui Eriksson (Anton Lander, Elias Pettersson) - 20:57 Marcus Krüger (Lucas Bengtsson) - 23:04 Oskar Lindblom (Jesper Bratt, Elias Pettersson) (PH2) - 38:17 Loui Eriksson (Anton Lander, Elias Pettersson) - 46:37 Mario Kempe (Loui Eriksson, Anton Lander) - 57:52 | 1:0 1:1 2:1 3:1 3:2 4:2 5:2 5:3 6:3 6:4 | 18:08 - Alexander Jelesin (Nikita Gusev, Jevgenij Malkin) 30:54 - Sergej Andronov (Sergej Plotnikov, Nikita Gusev) 49:58 - Michail Grigorenko (Alexander Barabanov, Arťom Anisimov) 59:26 - Nikita Kucherov (Michail Sergačjov, Kirill Kaprizov) (PP) | Rozhodčí: Lassi Heikkinen Aaro Brännare Čároví: Andreas Malmqvist Daniel Persson |

| 2. května 2019 17:30 | Finsko | 3:2 (1:0, 1:1, 1:1) | Česko | DRFG Arena Návštěvnost: 7,700 |  |

| Zpráva | |                     |                                                                                     |                                                                                    |
| Jussi Olkinuora | Jussi Olkinuora | Brankáři            | Jakub Kovář                                                                         | Rozhodčí: Konstantin Olenin Evgenii Romasko Čároví: Miroslav Lhotský Jiří Ondráček |
| Sakari Manninen (Henri Jokiharju, Mikko Lehtonen - 19:44 Petteri Lindbohm - 33:04 Sakari Manninen (Mikko Lehtonen) - 58:42 | Sakari Manninen (Henri Jokiharju, Mikko Lehtonen - 19:44 Petteri Lindbohm - 33:04 Sakari Manninen (Mikko Lehtonen) - 58:42 | 1:0 2:0 2:1 3:1 3:2 | 39:32 - Filip Hronek (Jakub Voráček (PH2) 59:32 - Radko Gudas (Dominik Simon) (PH1) | Rozhodčí: Konstantin Olenin Evgenii Romasko Čároví: Miroslav Lhotský Jiří Ondráček |
| 5 min | 5 min | Tresty              | 2 min                                                                               | Rozhodčí: Konstantin Olenin Evgenii Romasko Čároví: Miroslav Lhotský Jiří Ondráček |
| 21 | 21 | Střely              | 41                                                                                  | Rozhodčí: Konstantin Olenin Evgenii Romasko Čároví: Miroslav Lhotský Jiří Ondráček |

| 4. května 2019 14:00 | Rusko | 1:3 (0:1, 0:1, 1:1) | Finsko | DRFG Arena Návštěvnost: 7,132 |  |

| Zpráva                                                         |                                                                |                 | |                                                                             |
| Alexandar Georgiev                                             | Alexandar Georgiev                                             | Brankáři        | Kevin Lankinen | Rozhodčí: Antonín Jeřábek Vladimír Pešina Čároví: Daniel Hynek Jiří Svoboda |
| 59:05 - Alexander Ovechkin (Yevgeni Kuznetsov, Artem Anisimov) | 59:05 - Alexander Ovechkin (Yevgeni Kuznetsov, Artem Anisimov) | 0:1 0:2 0:3 1:3 | Harri Pesonen (PH1) - 05:00 Mikko Lehtonen (Toni Rajala, Kaapo Kakko) (PH1) - 30:26 Oliwer Kaski (Sakari Manninen, Niko Ojamäki) (PH1) - 45:51 | Rozhodčí: Antonín Jeřábek Vladimír Pešina Čároví: Daniel Hynek Jiří Svoboda |
| 4 min                                                          | 4 min                                                          | Tresty          | 4 min | Rozhodčí: Antonín Jeřábek Vladimír Pešina Čároví: Daniel Hynek Jiří Svoboda |
| 22                                                             | 22                                                             | Střely          | 29 | Rozhodčí: Antonín Jeřábek Vladimír Pešina Čároví: Daniel Hynek Jiří Svoboda |

| 4. května 2019 18:30 | Česko | 3:0 (1:0, 0:0, 2:0) | Švédsko | DRFG Arena Návštěvnost: 7,700 |  |

| Zpráva | |             |                  |                                                                                |
| Patrik Bartošák                                                                                           | Patrik Bartošák                                                                                           | Brankáři    | Henrik Lundqvist | Rozhodčí: Konstantin Olenin Evgenii Romasko Čároví: Tomáš Brejcha Jiří Gebauer |
| Dmitrij Jaškin (David Sklenička) - 07:04 Ondřej Palát (PP) - 57:53 Jakub Voráček (Jan Rutta) (PP) - 58:49 | Dmitrij Jaškin (David Sklenička) - 07:04 Ondřej Palát (PP) - 57:53 Jakub Voráček (Jan Rutta) (PP) - 58:49 | 1:0 2:0 3:0 |                  | Rozhodčí: Konstantin Olenin Evgenii Romasko Čároví: Tomáš Brejcha Jiří Gebauer |
| 3 min | 3 min | Tresty      | 4 min            | Rozhodčí: Konstantin Olenin Evgenii Romasko Čároví: Tomáš Brejcha Jiří Gebauer |
| 23 | 23 | Střely      | 22               | Rozhodčí: Konstantin Olenin Evgenii Romasko Čároví: Tomáš Brejcha Jiří Gebauer |

| 5. května 2018 14:00 | Švédsko | 2:1 (2:1, 0:0, 0:0) | Finsko | DRFG Arena Návštěvnost: 6,576 |  |

| Zpráva | |             |                                                                  |                                                                       |
| Jacob Markström Jhonas Enroth                                                                                              | Jacob Markström Jhonas Enroth                                                                                              | Brankáři    | Kevin Lankinen                                                   | Rozhodčí: Antonín Jeřábek Pavel Hodek Čároví: Jiří Gebauer Josef Špůr |
| Dennis Rasmussen (Marcus Krüger, Erik Gustafsson) - 08:07 Elias Lindholm (Patric Hörnqvist, Elias Petterson) (PH1) - 12:24 | Dennis Rasmussen (Marcus Krüger, Erik Gustafsson) - 08:07 Elias Lindholm (Patric Hörnqvist, Elias Petterson) (PH1) - 12:24 | 0:1 1:1 2:1 | 05:12 - Veli-Matti Savinainen (Kaapo Kakko, Arttu Ilomäki) (PH1) | Rozhodčí: Antonín Jeřábek Pavel Hodek Čároví: Jiří Gebauer Josef Špůr |
| 7 min | 7 min | Tresty      | 7 min                                                            | Rozhodčí: Antonín Jeřábek Pavel Hodek Čároví: Jiří Gebauer Josef Špůr |
| 30 | 30 | Střely      | 32                                                               | Rozhodčí: Antonín Jeřábek Pavel Hodek Čároví: Jiří Gebauer Josef Špůr |

| 5. května 2019 18:00 | Česko | 1:3 (1:1, 0:2, 0:1) | Rusko | DRFG Arena Návštěvnost: 7,700 |  |

| Zpráva                             |                                    |                     | |                                                                            |
| Jakub Kovář                        | Jakub Kovář                        | Brankáři            | Andrej Vasilevskij | Rozhodčí: Andreas Harnebring Mikael Holm Čároví: Daniel Hynek Jiří Svoboda |
| Michal Řepík (David Musil) - 15:41 | Michal Řepík (David Musil) - 15:41 | 0:1 1:1 1:2 1:3 1:4 | 11:14 - Kirill Kaprizov (Alexander Ovechkin) 27:53 - Yevgeni Kuznetsov (Artem Anisimov) 34:49 - Dmitry Orlov (Yevgeni Kuznetsov, Alexander Ovechkin) 57:31 - Yevgeni Kuznetsov (Kirill Kaprizov, Alexander Ovechkin) | Rozhodčí: Andreas Harnebring Mikael Holm Čároví: Daniel Hynek Jiří Svoboda |
| 2 min                              | 2 min                              | Tresty              | 4 min | Rozhodčí: Andreas Harnebring Mikael Holm Čároví: Daniel Hynek Jiří Svoboda |
| 24                                 | 24                                 | Střely              | 23 | Rozhodčí: Andreas Harnebring Mikael Holm Čároví: Daniel Hynek Jiří Svoboda |

## Tabulka
| Poř. | Tým     | Z | V | VP | PP | P | VG | OG | B |
| ---- | ------- | - | - | -- | -- | - | -- | -- | - |
| 1.   | Finsko  | 3 | 2 | 0  | 0  | 1 | 7  | 5  | 6 |
| 2.   | Švédsko | 3 | 2 | 0  | 0  | 1 | 8  | 8  | 6 |
| 3.   | Rusko   | 3 | 1 | 0  | 0  | 2 | 9  | 10 | 3 |
| 4.   | Česko   | 3 | 1 | 0  | 0  | 2 | 6  | 7  | 3 |

Z = Odehrané zápasy; V = Výhry; VP = Výhry v prodloužení/nájezdech; PP = Prohry v prodloužení/nájezdech; VG = vstřelené góly; OG = obdržené góly; B = Body